# ママちょっと来て
『ママちょっと来て』（ままちょっときて）は、1959年7月12日から1963年4月28日まで日本テレビ系列の毎週日曜19:00 - 19:30に放送されたテレビドラマである。全198回。基本的にモノクロ放送であるが、1960年1月10日の回から不定期に随時カラー放送を行っている。

## 概要
アメリカ製ホームドラマ『パパは何でも知っている』をモデルとして、理想化された家庭像を描いた作品。その後の国産ホームドラマ全盛時代の先駆的番組となった。
1962年5月23日には、大阪フェスティバルホール婦人団体代表3000人が出席し、大阪市婦人団体協議会から「子供に見せたいよいテレビ番組」の最優秀番組に推薦された当番組の表彰式が行われた。

## 出演者
- パパ：千秋実
- ママ：乙羽信子
- トンコ（長女）：山岸映子
- 和夫（長男）：中野しげる
- チャコ（次女）：坂倉春江
- 森川信
- 榊ひろみ
- 古賀さと子
- 小川知子
- 鳳八千代
- 北原隆[4]

## スタッフ
- 企画：間部耕苹
- 脚本：野末陳平、長瀬喜伴、高岡尚平、新藤兼人、野坂昭如、千秋実、乙羽信子、石森史郎
- 演出：間部耕苹[4]

## ネット局
1960年当時
・日本テレビ（制作局）
・札幌テレビ
・ラジオ青森テレビ（現在：青森放送）
・山形放送
・ラジオ山梨テレビ（現在：山梨放送）
・東海テレビ
・読売テレビ
・西日本放送（当時は香川県のみ）
・日本海テレビ（当時は鳥取県のみ）
・ラジオ山口テレビ（現在：山口放送、当時は周南局のみ）
・テレビ西日本（当時は八幡局（北九州地区）のみ）

## 主題歌
｢ママちょっと来て｣
- 作詞・作曲：三木鶏郎/歌：古賀さと子、ボニージャックス
- CDの歌詞カードなど多くの媒体で「ご飯の支度 気になるの」と歌っているとされる箇所があるが、これは誤植であり、実際には「ご飯の支度 日に3度」と歌っている[5]。

## 提供
- 1962年3月までは三菱石油（現在：ENEOS）、1962年4月以降は資生堂のそれぞれ一社提供。
- なお資生堂は、それまで放送された『あなたとよしえ』（水曜19:00 - 19:30）を引き継いでの提供だった。